# غرغری
غرغری (به لاتین: Ghorghori) یک منطقهٔ مسکونی در افغانستان است که در ولایت نیمروز واقع شده‌است. غرغری ۵۵۳ متر بالاتر از سطح دریا واقع شده‌است.